# 러브 인 프로방스
《러브 인 프로방스》(영어: Avis de mistral)는 2014년 공개된 프랑스의 드라마 영화이다.

## 출연

### 주연
- 장 르노
- 안나 갈리에나
- 클로에 주아네
- 휴고 데시우
- 루카스 펠리시에
- 아우레 아티카

### 조연
- 톰 리브
- 장-미셸 노이레이
- 위그 오프레이
- 샤롯 드 터크하임

## 기타
- 협력프로듀서: 캐서린 모리즈
- 의상: 미미 렘피카
- 섭외: 꼬랄리 아메데오